# Moÿ-de-l’Aisne
Moÿ-de-l’Aisne település Franciaországban, Aisne megyében. Lakosainak száma 986 fő (2022. január 1.). Moÿ-de-l’Aisne Alaincourt, Benay, Brissay-Choigny, Brissy-Hamégicourt, Cerizy és Vendeuil községekkel határos.

## Népesség
A település népességének változása:
| Lakosok száma | 1154 | 1068 | 1017 | 997  | 971  | 962  | 975  | 986  | 983  | 986  |
|               | 1968 | 1982 | 1990 | 2006 | 2013 | 2015 | 2017 | 2019 | 2020 | 2022 |